# Cleptocaccobius postlutatus
Cleptocaccobius postlutatus är en skalbaggsart som beskrevs av D'orbigny 1905. Cleptocaccobius postlutatus ingår i släktet Cleptocaccobius och familjen bladhorningar. Inga underarter finns listade i Catalogue of Life.